# Claude Herbulot
|  | Dieser Artikel wurde aufgrund von formalen oder inhaltlichen Mängeln in der Qualitätssicherung Biologie zur Verbesserung eingetragen. Dies geschieht, um die Qualität der Biologie-Artikel auf ein akzeptables Niveau zu bringen. Bitte hilf mit, diesen Artikel zu verbessern! Artikel, die nicht signifikant verbessert werden, können gegebenenfalls gelöscht werden. Lies dazu auch die näheren Informationen in den Mindestanforderungen an Biologie-Artikel. |

Claude Herbulot (* 19. Februar 1908 in Charleville-Mézières (Ardennen); † 19. Januar 2006 in Paris) war ein französischer Lepidopterologe (Schmetterlingsforscher), der sich insbesondere um die Taxonomie der Spanner verdient gemacht hat. Sammlungen von ihm sind in der Zoologischen Staatssammlung München zu sehen.